# Great Central Road
Great Central Road - droga w Australii, w większości nieutwardzona o długości 1147 km, łącząca Yulara przy parku narodowym Uluru-Kata Tjuta i drodze Lasseter Highway w Terytorium Północnym, z miastem Laverton w Australii Zachodniej.